# Jan van Wavere

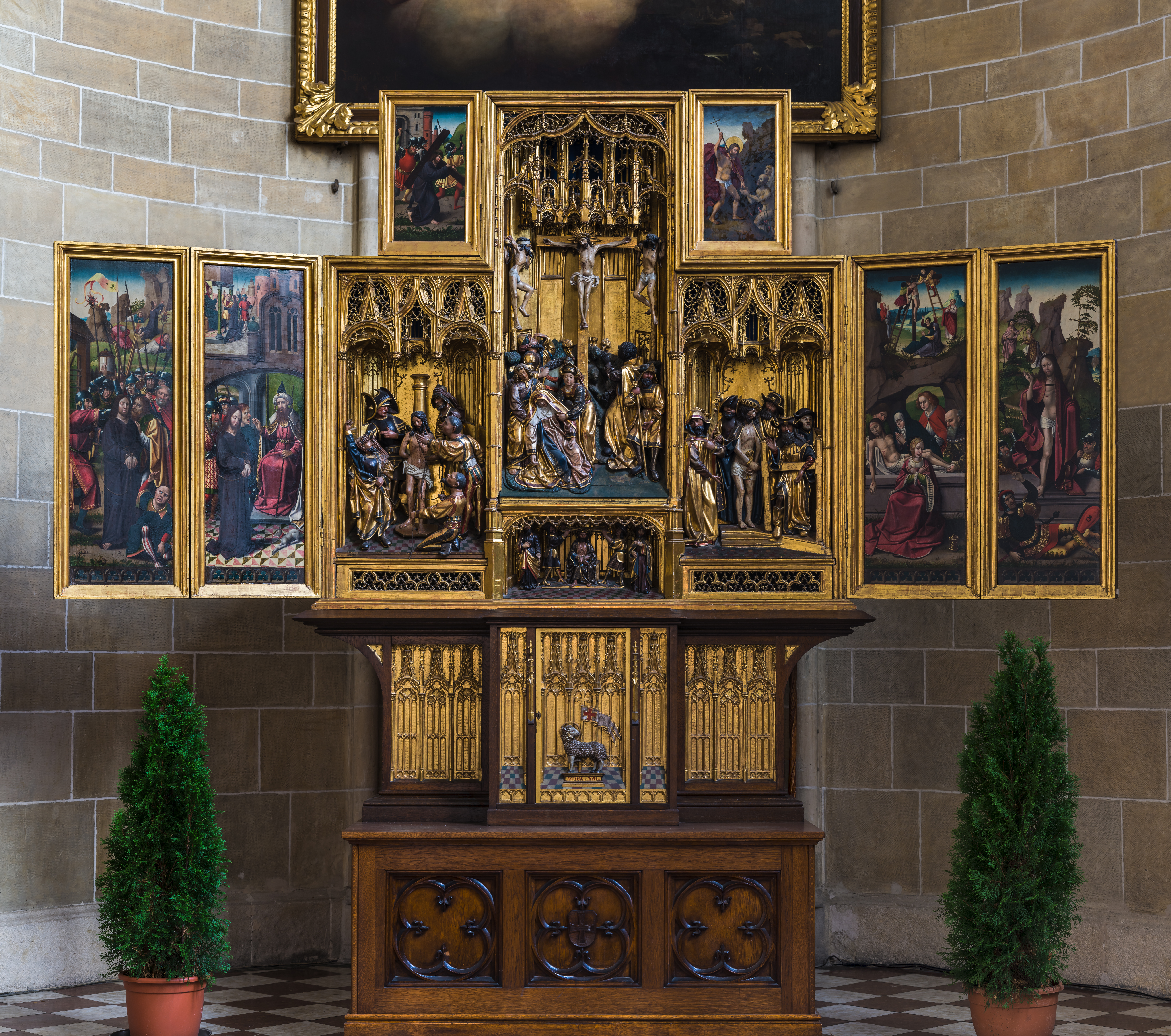
Jan van Wavere: Polychromie des Mechelener Retabels der Deutschordenskirche, Wien, um 1520

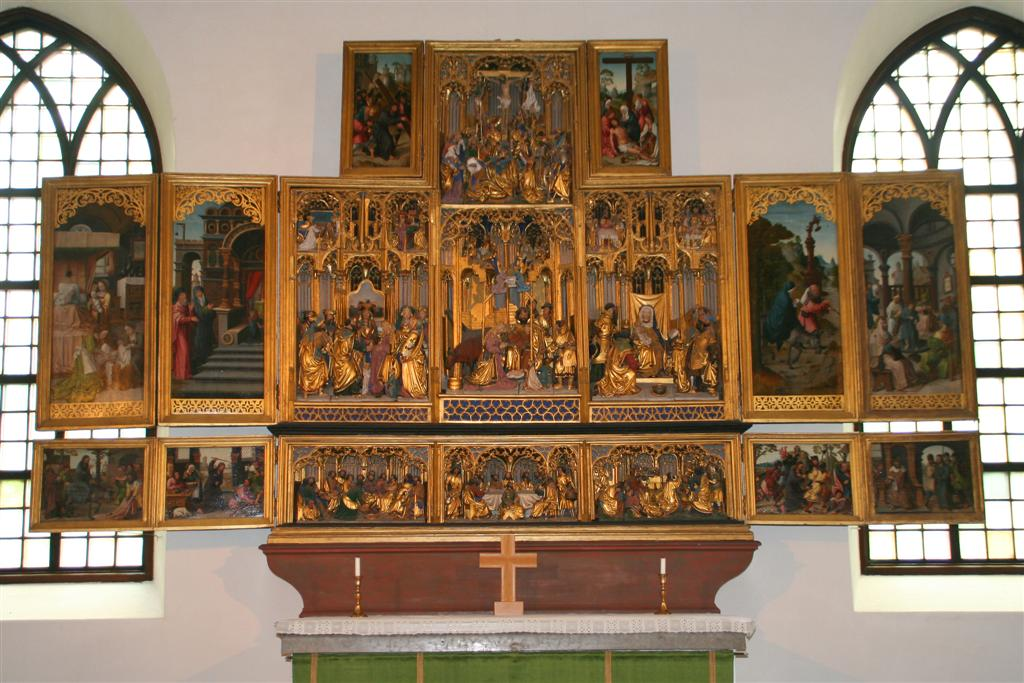
Jan van Wavere: Polychromie des Retabels in Jäder, Schweden, 1515

Jan van Wavere († 1521/1522 in Mechelen) war ein brabantischer Fassmaler spätgotischer Retabel. Seine Arbeit ist an Mechelener und Brüsseler Altaraufsätzen in Belgien, Schweden und Österreich überliefert.

## Leben und Werke
Seine Lebensdaten sind bis auf das ungefähre Sterbedatum unbekannt, ebenso der Herkunftsort oder der Ort seiner Ausbildung. Man könnte den als Toponym gestalteten Nachnamen aber eventuell auf die Stadt Wavre südlich von Brüssel zurückführen. Jan van Wavere war im Mechelen des 16. Jahrhunderts einer der wenigen Künstler, die ihre Werke signierten. Drei geschnitzte Retabel sind mit seinem Namen signiert.
- Retabel der Deutschordenskirche (Wien)

- Signatur: "I. V. Wavere"
- Datum: um 1520
- Reliquienschrein der Hl. Dymphna auf dem Dymphna-Retabel (Brüssel, um 1490–1500) in St. Dymphna, Geel, Belgien

- Geschaffen in Mechelen
- Datum: 1515
- Retabel in Jäder, Schweden

- Arbeit der Kooperative Jan Borreman in Brüssel
- Künstler: Jan Van Coninxloo (Maler) and Jan van Wavere (Fassmaler)
- Signaturen: "1514/Jan van Coninxloo/Brussel" and "Ian van Wavere heeft dit ghehad"
- Datum: 1514
Sein Name wird ebenso in den Rechnungsbüchern des Pand genannten Kunstmarktes an der Liebfrauenkathedrale in Antwerpen genannt.